# Poprati
Poprati su naseljeno mjesto u općini Stolac, Federacija BiH, BiH.

## Stanovništvo

### 1991.
Nacionalni sastav stanovništva 1991. godine, bio je sljedeći:
ukupno: 340
- Hrvati - 184
- Muslimani - 81
- Srbi - 55
- Jugoslaveni - 3
- ostali, neopredijeljeni i nepoznato - 17

### 2013.
Nacionalni sastav stanovništva 2013. godine, bio je sljedeći:
ukupno: 250
- Hrvati - 193
- Bošnjaci - 47
- Srbi - 8
- ostali, neopredijeljeni i nepoznato - 2

## Znamenitosti
- Na Vidoštaku je nekropola stećaka Vidoštak na kojoj se nalazi 80-ak stećaka raznih oblika.

- Kod sela Poprati nalaze se ostatci predromaničke crkve na Vidoštaku, na kojima je pronađen kameni reljef Gospe s Isusom. Reljef datira iz 11. stoljeća i jedan je od najvažnijih do danas primjera ranosrednjovjekovne umjetnosti na tlu BiH.[3] Motiv s reljefa nalazi se na pločama na svim župnim crkvama Trebinjsko-mrkanske biskupije.